# گوتا
گوتا شهری در ایالت تورینگن آلمان است. این شهر به خطوط راه‌آهن آلمان متصل است.